# Graphania spurcata
Graphania spurcata là một loài bướm đêm trong họ Noctuidae.